# Yves Saint Laurent (film)
Pour les articles homonymes, voir Yves Saint Laurent (homonymie) et Saint-Laurent.
Ne pas confondre avec le film de Bertrand Bonello sorti la même année nommé Saint Laurent.
Pour plus de détails, voir Fiche technique et Distribution.

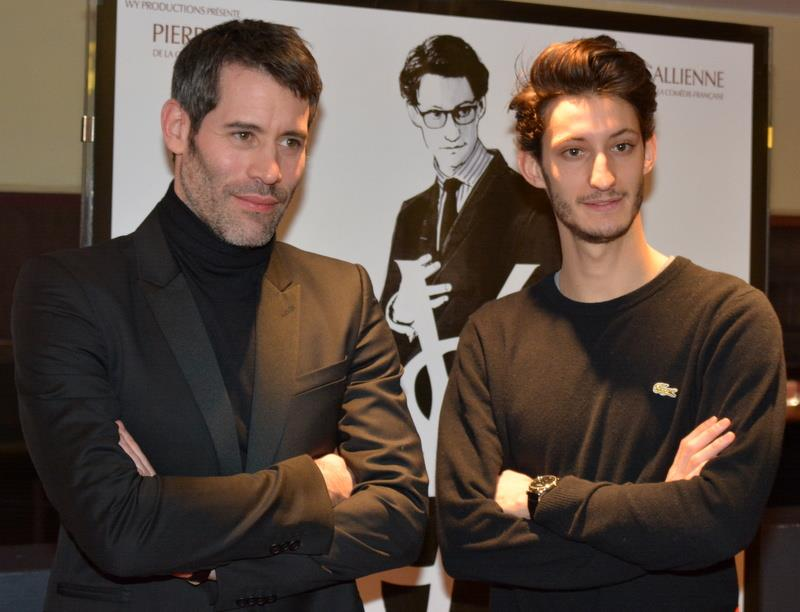
Le réalisateur Jalil Lespert et l'acteur principal Pierre Niney à une avant-première du film.

Yves Saint Laurent est un film biographique français coécrit et réalisé par Jalil Lespert, sorti en 2014.

## Synopsis
À partir de 1957 à Oran, et durant une vingtaine d'années, le partenariat amoureux et professionnel d'Yves Saint Laurent et Pierre Bergé jusqu'à la collection « Ballets Russes » de 1976.

## Fiche technique
- Titre original : Yves Saint Laurent
- Réalisation : Jalil Lespert
- Scénario : Jacques Fieschi, Jérémie Guez, Marie-Pierre Huster et Jalil Lespert
- Direction artistique et décors : Aline Bonetto
- Costumes : Madeline Fontaine
- Photographie : Thomas Hardmeier
- Montage : François Gédigier
- Son : Miguel Rejas
- Musique  : Ibrahim Maalouf[5]
- Production : Wassim Béji et Yannick Bolloré
- Sociétés de production : WY Productions ; SND Groupe M6, Hérodiade et Cinéfrance 1888, en association avec les SOFICA Indéfilms 2 et Cofinova 10
- Société de distribution : SND
- Budget : environ 12 000 000 d'euros[6]
- Pays d’origine :  France
- Langue originale : français
- Format : couleur -
- Genre : biographique
- Durée : 101 minutes[3]
- Dates de sortie  :
  -  France : 8 janvier 2014
  -  Belgique : 15 janvier 2014

## Distribution
- Pierre Niney : Yves Saint Laurent
- Guillaume Gallienne : Pierre Bergé
- Charlotte Le Bon : Victoire Doutreleau
- Marianne Basler : Lucienne Saint-Laurent
- Nikolai Kinski : Karl Lagerfeld
- Laura Smet : Loulou de la Falaise
- Marie de Villepin : Betty Catroux
- Ruben Alves : Fernando Sánchez (en)
- Michèle Garcia : Raymonde Zehnacker
- Patrice Thibaud : Christian Dior
- Jean-Édouard Bodziak : Bernard Buffet
- Xavier Lafitte : Jacques de Bascher
- Anne Alvaro : Marie-Louise Bousquet
- Philippe Morier-Genoud : Jean Cocteau
- Alexandre Steiger : Jean-Pierre Debord
- Arnaud Denis : l'avocat

## Production

### Développement
Jalil Lespert, qui a déjà lu divers ouvrages sur Yves Saint Laurent et est « sensible à l'univers de la mode », contacte Pierre Bergé pour lui expliquer son projet ; le réalisateur obtient l'accord de ce dernier.
Début 2013, de nombreux films biographiques, appelés biopics, sont annoncés, dont deux sur la carrière d'Yves Saint Laurent. Le premier réalisé par Jalil Lespert, centré sur les relations amoureuses entre Pierre Bergé et Yves Saint Laurent, et un second, titré Saint Laurent, couvrant une période plus courte de la carrière du couturier, avec Gaspard Ulliel et Jérémie Renier. Il est annoncé à la presse que le film Yves Saint Laurent reçoit le soutien « officiel » de Pierre Bergé, et l'affiche comporte le logo de l'entreprise, chose assez rare en matière de cinéma.

### Auditions
Pierre Niney visionne, pour incarner le personnage du couturier, de nombreux documentaires, dont ceux tournés par Jeanloup Sieff,, lit, apprend à dessiner et se fait aider par un coach. Il s'entraine à imiter la voix aiguë du couturier. Charlotte Le Bon de son côté lit l'autobiographie de Victoire, le personnage qu'elle incarne à propos duquel elle précise qu'elle voulait « restituer cette allure incroyable de Victoire […] J'ai été mannequin pendant huit ans, mais je détestais ce métier. Pour incarner Victoire, j'ai pris des cours de maintien, de danse, et j'ai perdu six kilos. »

### Tournage
Le film est vendu dans de nombreux pays étrangers avant même le début du tournage. Ce tournage débute en juin 2013, et dure environ huit semaines, dont une semaine à Marrakech et principalement à Paris, notamment dans les locaux de la Fondation Pierre Bergé - Yves Saint Laurent , chez Prunier, un restaurant que fréquentaient Pierre Bergé et Yves Saint Laurent, ainsi qu'au Bouillon Racine.

### Costumes
La scène du premier défilé est réalisée avec de véritables robes Yves Saint Laurent, prêtées par des musées ou la Fondation Pierre Bergé – Yves Saint Laurent,. Les croquis qui apparaissent dans le film sont également des originaux, tout comme certains dialogues.

### Musique
La bande originale est produite par Ibrahim Maalouf.
Le film reprend aussi la chanson Lighthouse de l'auteur-compositeur canadien Patrick Watson, tirée de son album Adventures In Your Own Backyard.

## Accueil

### Accueil critique
Première indique que le film est « librement adapté de l'ouvrage Yves Saint Laurent de Laurence Benaïm ».
Le film est bien accueilli par le public français avec une note moyenne sur Allociné de 3,8⁄5 pour un peu plus de 3 691 votants (au 1er mai 2014), de même par les critiques presse avec une note moyenne de 3,1⁄5 pour 22 commentaires.

### Box-office
- France : 1 639 214 entrées (fin d'exploitation le 15 avril 2014, après 14 semaines à l'affiche)[16]. Le film est considéré par le magazine Challenges comme « un joli succès en salles »[17].

## Distinctions

### Récompenses
- Berlinale 2014 : sélection « Panorama »
- Prix Patrick-Dewaere 2014 pour Pierre Niney
- Césars 2015 : 
  - Meilleur acteur pour Pierre Niney

### Nominations
- Césars 2015 : 
  - Meilleur acteur dans un second rôle pour Guillaume Gallienne
  - Meilleure actrice dans un second rôle pour Charlotte Le Bon
  - Meilleurs décors
  - Meilleure photographie
  - Meilleurs costumes
  - Meilleure musique